# Ховард, Бриттани
Бриттани Ховард (англ. Brittany Howard, род. 2 октября 1988 года) — американская рок-певица, гитаристка, автор-исполнитель из рок-группы Alabama Shakes. Работа с Alabama Shakes принесла ей четыре премии «Грэмми» (в том числе за лучший альбом альтернативной музыки) из девяти номинаций. Позже Ховард играла на бас-гитаре в сайд-проекте Thunderbitch, а также на акустической гитаре и контрабасе в трио Bermuda Triangle.
В 2018 году Alabama Shakes объявили о том, что уходят на хиатус. В 2019 году Ховард выпустила свой дебютный студийный альбом Jaime в качестве сольного исполнителя. Альбом получил признание критиков и семь номинаций на премию «Грэмми», выиграв в категории «Лучшая рок-песня» за композицию «Stay High». Его продолжение, What Now, было выпущено в феврале 2024 года. В начале 2025 года группа Alabama Shakes объявила о летнем туре воссоединения, запланированном на июль-сентябрь.

## Биография
Родилась 2 октября 1988 года в Атенсе (Алабама, США) от белой матери и афроамериканского отца
Она начала играть на гитаре в 13 лет, а затем посещала среднюю школу Ист-Лаймстоуна, где познакомилась с будущим басистом рок-группы Alabama Shakes Заком Кокреллом. Она работала в Почтовой службе США, пока не стала штатным музыкантом в качестве солистки Alabama Shakes.

## Влияния
Ховард назвала среди музыкантов, повлиявших на её музыку, таких исполнителей как Led Zeppelin, Розетта Тарп, Принс, Кёртис Мейфилд, Дэвид Боуи, Мэвис Стэплс, Том Уэйтс, Бьорк, Гил Скотт-Херон, Фредди Меркьюри и Тина Тёрнер.

## Дискография
Дискография Бриттани Ховард включает, в том числе, следующие релизы:

### Студийные альбомы
Её дебютный альбом вышел 20 сентября 2020 года и занял второе место в инди-рок-чарте Independent Albums и 13-е в основном американском хит-параде US.
- Jaime (2019)
- What Now (2024)

## Награды и номинации

### A2IM Libera Awards
American Association of Independent Music
| Год  | Номинируемая работа | Категория         | Результат |
| ---- | ------------------- | ----------------- | --------- |
| 2020 | Jaime               | Album of the Year | Номинация |

### GLAAD Media Award
GLAAD Media Awards
| Год  | Номинируемая работа | Категория                | Результат |
| ---- | ------------------- | ------------------------ | --------- |
| 2020 | Jaime               | Outstanding Music Artist | Номинация |

### Grammy Awards
| Год  | Номинируемая работа | Категория                       | Результат |
| ---- | ------------------- | ------------------------------- | --------- |
| 2020 | «History Repeats»   | Best Rock Song                  | Номинация |
| 2020 | «History Repeats»   | Best Rock Performance           | Номинация |
| 2021 | «Stay High»         | Best Rock Performance           | Номинация |
| 2021 | «Stay High»         | Best Rock Song                  | Победа    |
| 2021 | Jaime               | Best Alternative Music Album    | Номинация |
| 2021 | «Goat Head»         | Best R&B Performance            | Номинация |
| 2021 | «Short and Sweet»   | Best American Roots Performance | Номинация |

### Rober Awards Music Prize
| Год  | Номинируемая работа | Категория          | Результат | Ref.   |
| ---- | ------------------- | ------------------ | --------- | ------ |
| 2019 | Herself             | Best Female Artist | Номинация | [ 18 ] |
| 2019 | Herself             | Best R&B           | Номинация | [ 18 ] |
| 2019 | Jaime               | Album of the Year  | Номинация | [ 18 ] |

### UK Music Video Awards
UK Music Video Awards
| Год  | Номинируемая работа | Категория                       | Результат | Ref.   |
| ---- | ------------------- | ------------------------------- | --------- | ------ |
| 2019 | «Stay High»         | Best Rock Video — International | Номинация | [ 19 ] |